# Alchemilla brownei
Alchemilla brownei é uma espécie de rosácea do gênero Alchemilla, pertencente à família Rosaceae.